# Жесус Рубіо (футболіст, 1994)
Жесус Рубіо (кат. Jesús Rubio; нар. 9 вересня 1994, Андорра-ла-Велья) — андоррський футболіст, півзахисник клубу «УЕ Санта-Колома».
Виступав, зокрема, за клуби «УЕ Санта-Колома», «Андорра» та «Інтер» (Ескальдес-Енгордань), а також національну збірну Андорри.

## Клубна кар'єра
Народився 9 вересня 1994 року в місті Андорра-ла-Велья. Вихованець футбольної школи клубу «Андорра». Дорослу футбольну кар'єру розпочав 2013 року в основній команді того ж клубу, в якій провів один сезон. 
Своєю грою за цю команду привернув увагу представників тренерського штабу клубу «УЕ Санта-Колома», до складу якого приєднався 2014 року. Відіграв за команду із селища Санта-Колома наступні три сезони своєї ігрової кар'єри.
У 2017 році повернувся до клубу «Андорра». Цього разу провів у складі його команди два сезони. 
Згодом з 2019 по 2021 рік грав у складі команд «Санта-Колома» та «Атлетік Ескальдес».
З 2021 року три сезони захищав кольори клубу «Інтер» (Ескальдес-Енгордань). 
До складу клубу «УЕ Санта-Колома» приєднався 2024 року. Станом на 19 вересня 2024 року відіграв за команду із селища Санта-Колома 1 матч в національному чемпіонаті.

## Виступи за збірну
У 2015 році дебютував в офіційних матчах у складі національної збірної Андорри.
| Дата       | Місто                      | Господарі         | Результат | Гості              | Турнір                               | Голи | Примітки |
| ---------- | -------------------------- | ----------------- | --------- | ------------------ | ------------------------------------ | ---- | -------- |
| 12-11-2015 | Андорра-ла-Велья           | Андорра           | 0 – 1     | Сент-Кіттс і Невіс | товариський матч                     | -    | 51'      |
| 10-10-2016 | Андорра-ла-Велья           | Андорра           | 1 – 2     | Швейцарія          | Відбір до ЧС 2018                    | -    | 45'      |
| 13-11-2016 | Будапешт                   | Угорщина          | 4 – 0     | Андорра            | Відбір до ЧС 2018                    | -    |          |
| 22-2-2017  | Серравалле                 | Сан-Марино        | 0 – 2     | Андорра            | товариський матч                     | -    |          |
| 25-3-2017  | Андорра-ла-Велья           | Андорра           | 0 – 0     | Фарерські острови  | Відбір до ЧС 2018                    | -    | 45'      |
| 9-6-2017   | Андорра-ла-Велья           | Андорра           | 1 – 0     | Угорщина           | Відбір до ЧС 2018                    | -    | 60'      |
| 16-8-2017  | Бертон-апон-Трент          | Андорра           | 0 – 1     | Катар              | товариський матч                     | -    | 45'      |
| 3-9-2017   | Торсгавн                   | Фарерські острови | 1 – 0     | Андорра            | Відбір до ЧС 2018                    | -    |          |
| 7-10-2017  | Андорра-ла-Велья           | Андорра           | 0 – 2     | Португалія         | Відбір до ЧС 2018                    | -    |          |
| 10-10-2017 | Рига                       | Латвія            | 4 – 0     | Андорра            | Відбір до ЧС 2018                    | -    |          |
| 21-3-2018  | Ла-Лінеа-де-ла-Консепсьйон | Ліхтенштейн       | 0 – 1     | Андорра            | товариський матч                     | -    |          |
| 3-6-2018   | Кова-да-Пієдаді            | Андорра           | 2 – 4     | Кабо-Верде         | товариський матч                     | -    | 50' 76'  |
| 3-6-2018   | Гредіг                     | Андорра           | 0 – 0     | ОАЕ                | товариський матч                     | -    |          |
| 6-9-2018   | Рига                       | Латвія            | 0 – 0     | Андорра            | Ліга націй УЄФА 2018-2019 - 1-й етап | -    | 54'      |
| 10-9-2018  | Андорра-ла-Велья           | Андорра           | 1 – 1     | Казахстан          | Ліга націй УЄФА 2018-2019 - 1-й етап | -    | 80'      |
| 13-10-2018 | Тбілісі                    | Грузія            | 3 – 0     | Андорра            | Ліга націй УЄФА 2018-2019 - 1-й етап | -    | 88'      |
| 16-10-2018 | Астана                     | Казахстан         | 4 – 0     | Андорра            | Ліга націй УЄФА 2018-2019 - 1-й етап | -    | 84'      |
| 15-11-2018 | Андорра-ла-Велья           | Андорра           | 1 – 1     | Грузія             | Ліга націй УЄФА 2018-2019 - 1-й етап | -    | 90'      |
| 22-3-2019  | Андорра-ла-Велья           | Андорра           | 0 – 2     | Ісландія           | Відбір до ЧЄ 2020                    | -    | 18' 87'  |
| 25-3-2019  | Андорра-ла-Велья           | Андорра           | 0 – 3     | Албанія            | Відбір до ЧЄ 2020                    | -    | 59'      |
| 8-6-2019   | Кишинів                    | Молдова           | 1 – 0     | Андорра            | Відбір до ЧЄ 2020                    | -    | 71'      |
| 11-6-2019  | Андорра-ла-Велья           | Андорра           | 0 – 4     | Франція            | Відбір до ЧЄ 2020                    | -    | 11'      |
| 10-9-2019  | Сен-Дені                   | Франція           | 3 – 0     | Андорра            | Відбір до ЧЄ 2020                    | -    | 51'      |
| 11-10-2019 | Андорра-ла-Велья           | Андорра           | 1 – 0     | Молдова            | Відбір до ЧЄ 2020                    | -    | 32'      |
| 14-11-2019 | Ельбасан                   | Албанія           | 2 – 2     | Андорра            | Відбір до ЧЄ 2020                    | -    | 19' 71'  |
| 3-9-2020   | Рига                       | Латвія            | 0 – 0     | Андорра            | Ліга націй УЄФА 2020-2021 - 1-й етап | -    | 34'      |
| 6-9-2020   | Андорра-ла-Велья           | Андорра           | 0 – 1     | Фарерські острови  | Ліга націй УЄФА 2020-2021 - 1-й етап | -    | 88'      |
| 25-3-2021  | Андорра-ла-Велья           | Андорра           | 0 – 1     | Албанія            | Відбір до ЧС 2022                    | -    | 44' 56'  |
| 28-3-2021  | Варшава                    | Польща            | 3 – 0     | Андорра            | Відбір до ЧС 2022                    | -    | 62'      |
| 5-9-2021   | Лондон                     | Англія            | 4 – 0     | Андорра            | Відбір до ЧС 2022                    | -    | 90'      |
| 9-10-2021  | Андорра-ла-Велья           | Андорра           | 0 – 5     | Англія             | Відбір до ЧС 2022                    | -    |          |
| 25-3-2022  | Андорра-ла-Велья           | Андорра           | 1 – 0     | Сент-Кіттс і Невіс | товариський матч                     | -    | 63'      |
| 3-6-2022   | Рига                       | Латвія            | 3 – 0     | Андорра            | Ліга націй УЄФА 2022-2023 - 1-й етап | -    |          |
| 10-6-2022  | Андорра-ла-Велья           | Андорра           | 2 – 1     | Ліхтенштейн        | Ліга націй УЄФА 2022-2023 - 1-й етап | 1    |          |
| 14-6-2022  | Кишинів                    | Молдова           | 2 – 1     | Андорра            | Ліга націй УЄФА 2022-2023 - 1-й етап | -    | 90'      |
| 22-9-2022  | Вадуц                      | Ліхтенштейн       | 0 – 2     | Андорра            | Ліга націй УЄФА 2022-2023 - 1-й етап | -    |          |
| 16-11-2022 | Малага                     | Андорра           | 0 – 1     | Австрія            | товариський матч                     | -    | 88'      |
| 19-11-2022 | Гібралтар                  | Гібралтар         | 1 – 0     | Андорра            | товариський матч                     | -    | 25' 90'  |
| 25-3-2023  | Андорра-ла-Велья           | Андорра           | 0 – 2     | Румунія            | Відбір до ЧЄ 2024                    | -    |          |
| 28-3-2023  | Приштина                   | Косово            | 1 – 1     | Андорра            | Відбір до ЧЄ 2024                    | -    |          |
| 16-6-2023  | Андорра-ла-Велья           | Андорра           | 1 – 2     | Швейцарія          | Відбір до ЧЄ 2024                    | -    | 23'      |
| 12-10-2023 | Андорра-ла-Велья           | Андорра           | 0 – 3     | Косово             | Відбір до ЧЄ 2024                    | -    |          |
| 15-10-2023 | Бухарест                   | Румунія           | 4 – 0     | Андорра            | Відбір до ЧЄ 2024                    | -    | 37' 65'  |
| 21-3-2024  | Аннаба                     | Андорра           | 1 – 1     | ПАР                | товариський матч                     | -    | 66'      |
| 25-3-2024  | Аннаба                     | Болівія           | 1 – 0     | Андорра            | товариський матч                     | -    | 62'      |
| 5-6-2024   | Бадахос                    | Іспанія           | 5 – 0     | Андорра            | товариський матч                     | -    | 79'      |
| 10-9-2024  | Андорра-ла-Велья           | Андорра           | 0 – 1     | Мальта             | Ліга націй УЄФА 2024-2025 - 1-й етап | -    | 64'      |
| Усього     |                            | Матчів            | 47        |                    | Голів                                | 1    |          |

## Титули і досягнення
- Чемпіон Андорри (1): 2021-22
- Володар Кубка Андорри (3): 2016, 2017, 2023
- Володар Суперкубка Андорри (6): 2016, 2019, 2021, 2022, 2023, 2024